# Chlorophorus dominici
Chlorophorus dominici är en skalbaggsart som beskrevs av Gianfranco Sama 1996. Chlorophorus dominici ingår i släktet Chlorophorus och familjen långhorningar. Inga underarter finns listade i Catalogue of Life.